# هارلانسبورگ (پنسیلوانیا)
هارلانسبورگ (به انگلیسی: Harlansburg) یک منطقهٔ مسکونی در ایالات متحده آمریکا است که در شهرستان لارنس، پنسیلوانیا واقع شده‌است.